# Unione Sportiva Ivrea 1961-1962
Questa pagina raccoglie le informazioni riguardanti l'Unione Sportiva Ivrea nelle competizioni ufficiali della stagione 1961-1962.

## Rosa
| N. |                   | Ruolo | Calciatore        |
| -- | ----------------- | ----- | ----------------- |
|    | Italia (bandiera) | C     | Giacomo Amateis   |
|    | Italia (bandiera) | D     | Galeazzo Bello    |
|    | Italia (bandiera) | C     | Romano Bertetto   |
|    | Italia (bandiera) | P     | Giuliano Biggi    |
|    | Italia (bandiera) | C     | Franco Bisio      |
|    | Italia (bandiera) | C     | Ermanno Bonicatto |
|    | Italia (bandiera) | A     | Angelo Canavesi   |
|    | Italia (bandiera) | A     | Alberto Duvina    |
|    | Italia (bandiera) | D     | Renzo Grazziutti  |

| N. |                   | Ruolo | Calciatore        |
| -- | ----------------- | ----- | ----------------- |
|    | Italia (bandiera) | C     | Enrico Guadagno   |
|    | Italia (bandiera) | C     | Mario Invernizzi  |
|    | Italia (bandiera) | D     | Pietro Maroso     |
|    | Italia (bandiera) | D     | Angelo Orlando    |
|    | Italia (bandiera) | C     | Oreste Poggio     |
|    | Italia (bandiera) | C     | Sergio Sattolo    |
|    | Italia (bandiera) | A     | Mario Steri       |
|    | Italia (bandiera) | A     | Alessandro Stocco |